# هوبير لابري
هوبير لابري هو لاعب هوكي الجليد كندي، ولد في 12 يوليو 1991 في فيكتوريا فيل في كندا.

## وصلات خارجية
- هوبير لابري على موقع دوري الهوكي الوطني (الإنجليزية)
- هوبير لابري على موقع EliteProspects.com (الإنجليزية)
- هوبير لابري على موقع HockeyDB.com (الإنجليزية)